# کولونگه سویچن بورووه
کولونگه سویچن بورووه (به لهستانی:  Kolonie Sojczyn Borowy) یک روستا در لهستان است که در گمینا گرایوو واقع شده‌است.